# Nebulosa do Ovo
A Nebulosa do Ovo (RAFGL 2688) é uma protonebulosa planetária -um tipo de nebulosa de reflexão- na constelação de Cygnus. Distante cerca de 3000 anos-luz da Terra, a sua velocidade de expansão é de 20 km/s. Foi descoberta em 1996 por Raghvendra Sahai e John Trauger do Jet Propulsion Laboratory da NASA.
A característica mais notável da Nebulosa do Ovo é uma série de arcos e círculos brilhantes que rodeiam a estrela central. Na imagem obtida com o Telescópio Espacial Hubble pode ser vista uma densa camada de gás e poeira, que oculta a estrela, impedindo que chegue diretamente a sua luz à Terra. Porém, a sua luz penetra nas regiões menos densas da envoltura que a rodeia, iluminando as camadas mais exteriores do gás e criando os arcos visíveis.
A envoltura em torno à estrela é provavelmente um disco. Os feixes de luz que se observam indicam que o sistema tem um momento angular, provavelmente gerado por um disco de acreção. Assim mesmo, a geometria em forma de disco explicaria a diferente grossura do envoltório, que por um lado permite que a luz escape através dos eixos do disco iluminando as camadas externas de gás, e por outro impede a visão direta da estrela quando é observada desde o plano do disco. Embora discos de poeira se tenham confirmados ao redor de outros objetos post-RAG, o disco em torno à Nebulosa do Ovo não foi confirmado.